# Anthony Lozano
Anthony Rubén Lozano Colón (Yoro, 25 de abril de 1993) é um futebolista profissional hondurenho que atua como atacante. Atualmente joga no Santos Laguna.

## Carreira

### Rio 2016
Antony Lozano fez parte do elenco da Seleção Hondurenha de Futebol nas Olimpíadas de 2016.